# Diócesis de Nimes
La diócesis de Nimes (en latín: Dioecesis Nemausensis y en francés: Diocèse de Nîmes) es una circunscripción eclesiástica de la Iglesia católica en Francia. Se trata de una diócesis latina, sufragánea de la arquidiócesis de Montpellier. Desde el 10 de agosto de 2021 su obispo es Nicolas Brouwet. Desde el 27 de abril de 1877 los obispos llevan los títulos de Alès (en latín: Alesiensis) y Uzès (en latín: Ucetiensis seu Uticensis).

## Territorio y organización

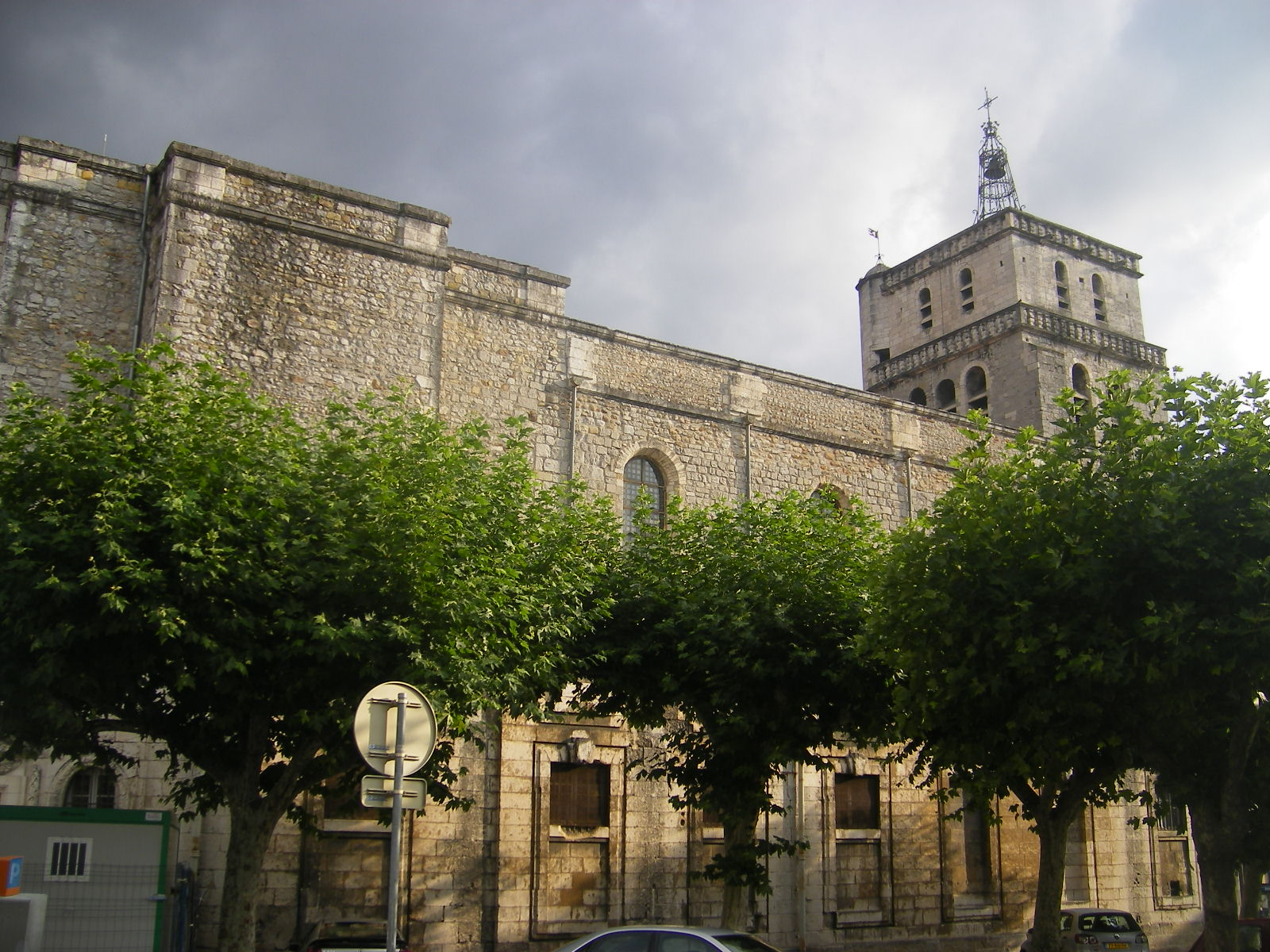
Excatedral de San Juan Bautista, en Alès

La diócesis tiene 5853 km² y extiende su jurisdicción sobre los fieles católicos de rito latino residentes en el departamento de Gard en la región de Occitania.

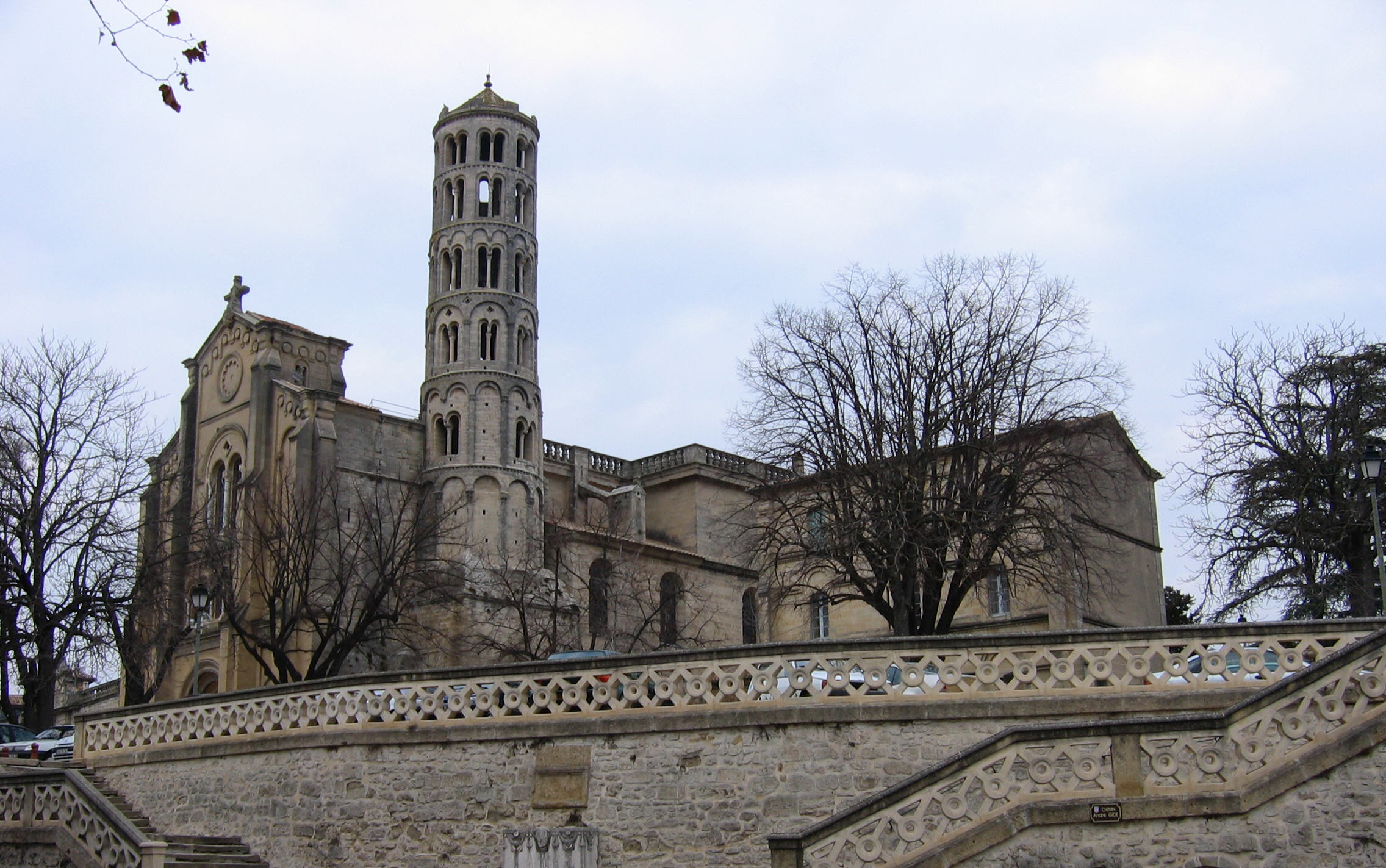
Excatedral de San Teodorito, en Uzès

La sede de la diócesis se encuentra en la ciudad de Nimes, en donde se halla la Catedral basílica de Nuestra Señora y San Castor. En el territorio de la diócesis existen 2 antiguas catedrales: en Alès la excatedral de San Juan Bautista y en Uzès la excatedral de San Teodorito
En 2021 en la diócesis existían 403 parroquias agrupadas en 7 decanatos: Nîmes, Causse-Aigoual, Cévennes, Plaine et Camargue, Uzège-Gardonnenque, Vallée du Rhône, Vaunage-Plaine Maritime.

## Historia
La diócesis fue erigida en el siglo IV. Existió ciertamente en 396, cuando se celebró en Nimes un sínodo de la Iglesia de la Galia, y es imposible elegir esta ciudad si no hubiera sido ya sede episcopal. Aunque la tradición presenta algunos obispos en el siglo IV, el primer obispo del que hay constancia histórica fue Sedatus, presente en el Concilio de Agda en el año 506. Originalmente fue sufragánea de la archidiócesis de Narbona .
Entre los siglos VI y VII la vasta diócesis cedió porciones de territorio para las diócesis de Uzès, Agda, Maguelone y Arisitum. Esta última diócesis pronto fue suprimida y su territorio volvió a Nimes.
En los siglos VIII y IX el actual territorio de la diócesis vio florecer numerosos monasterios benedictinos. Había alrededor de 180 asentamientos diferentes.
El papa Urbano II, que fue a Francia para predicar la cruzada, consagró la Catedral de Nimes en 1096 y presidió un concilio local. El papa Alejandro III visitó Nimes en 1162. Clemente IV (1265-1268), nacido en Saint Gilles, en territorio diocesano, concedió numerosos privilegios al monasterio de su ciudad natal. En 1305 el papa Clemente V llegó a la ciudad durante el viaje que realizó a Lyon para ser coronado. A raíz de disputas sobre la venta de uvas en la corte papal, el papa Inocencio VI lanzó el entredicho sobre Nimes en 1358.
El cabildo catedralicio, que inicialmente siguió la regla de san Agustín, fue secularizado con bula del papa Paulo III el 22 de diciembre de 1539.
La diócesis sufrió mucho durante las guerras de religión: el 29 de septiembre de 1567 los protestantes de Nimes perpetraron la masacre de los monjes católicos, conocida como la Miguelada. En dos días la catedral fue arrasada, así como las 7 iglesias parroquiales de la ciudad. También en Nimes, el rey Luis XIII de Francia promulgó el decreto de pacificación religiosa conocido como la Paz de Nimes (7 de julio de 1629). La catedral fue reconstruida en 1646 en su forma actual.
El seminario diocesano fue establecido por el obispo Anthime Denis Cohon en 1667; tras la Revolución francesa de 1822 se construyó un nuevo edificio, mucho más grande que el anterior. Finalmente en 1926 se inauguró oficialmente un tercer seminario.
El 17 de mayo de 1694 la diócesis cedió una parte de su territorio para la erección de la diócesis de Alès.
Tras el concordato con la bula Qui Christi Domini del papa Pío VII del 29 de noviembre de 1801, la diócesis fue suprimida y su territorio se unió al de la diócesis de Aviñón. Con Nimes también fueron suprimidas las diócesis de Alès y Uzès.
En junio de 1817 se estipuló un nuevo concordato entre la Santa Sede y el gobierno francés, al que siguió el 27 de julio la bula Commissa divinitus, con la que el papa restauró la sede de Nimes. También fue nombrado un nuevo obispo, Claude Petit-Benoît de Chaffoy. Sin embargo, al no entrar en vigor el concordato al no ser ratificado por el Parlamento de París, la erección de la diócesis y el nombramiento del obispo no surtieron ningún efecto.
El 6 de octubre de 1822, en virtud de la bula Paternae charitatis del papa Pío VII, se restableció oficialmente la diócesis de Nimes, recuperando de la diócesis de Aviñón el antiguo territorio de las tres diócesis de Nimes, Alès y Uzès. Al mismo tiempo esta última volvió a ser sede metropolitana. La diócesis de Nimes pasó a ser sufragánea de la arquidiócesis de Aviñón. Chaffoy pudo así ser consagrado obispo, cuatro años después de su nombramiento. Quería publicar sus propios libros litúrgicos para su diócesis, pero encontró protestas del clero diocesano en 1833, por lo que el nuncio Raffaele Fornari exigió que los libros fueran aprobados por la Sagrada Congregación de Ritos.
El 27 de abril de 1877, un breve del papa Pío IX autorizó a los obispos de Nimes a ostentar el título de obispos de Alès y Uzès.
El 8 de diciembre de 2002, tras la reorganización de los distritos diocesanos franceses, la diócesis de Mende pasó a formar parte de la provincia eclesiástica de la arquidiócesis de Montpellier.

## Estadísticas
Según el Anuario Pontificio 2022 la diócesis tenía a fines de 2021 un total de 420 400 fieles bautizados.
| Año                                                                             | Población            | Población | Población      | Sacerdotes | Sacerdotes    | Sacerdotes    | Bautizados por sacerdote | Diáconos permanentes | Religiosos | Religiosos | Parroquias |
| Año                                                                             | Bautizados católicos | Total     | % de católicos | Total      | Clero secular | Clero regular | Bautizados por sacerdote | Diáconos permanentes | Varones    | Mujeres    | Parroquias |
| ------------------------------------------------------------------------------- | -------------------- | --------- | -------------- | ---------- | ------------- | ------------- | ------------------------ | -------------------- | ---------- | ---------- | ---------- |
| 1950                                                                            | 296 000              | 395 000   | 74.9           | 455        | 407           | 48            | 650                      |                      | 70         | 300        | 289        |
| 1969                                                                            | 389 000              | 478 500   | 81.3           | 354        | 335           | 19            | 1098                     |                      | 28         | 660        | 87         |
| 1980                                                                            | 405 000              | 494 500   | 81.9           | 321        | 269           | 52            | 1261                     |                      | 97         | 360        | 288        |
| 1990                                                                            | 436 000              | 533 000   | 81.8           | 253        | 209           | 44            | 1723                     |                      | 76         | 250        | 303        |
| 1999                                                                            | 360 000              | 600 000   | 60.0           | 195        | 154           | 41            | 1846                     | 6                    | 72         | 178        | 403        |
| 2000                                                                            | 365 000              | 623 115   | 58.6           | 201        | 165           | 36            | 1815                     | 6                    | 56         | 175        | 403        |
| 2001                                                                            | 365 000              | 623 115   | 58.6           | 187        | 155           | 32            | 1951                     | 6                    | 52         | 260        | 403        |
| 2002                                                                            | 470 000              | 623 115   | 75.4           | 175        | 141           | 34            | 2685                     | 6                    | 62         | 286        | 403        |
| 2003                                                                            | 368 000              | 629 000   | 58.5           | 173        | 139           | 34            | 2127                     | 8                    | 101        | 240        | 403        |
| 2004                                                                            | 364 523              | 623 125   | 58.5           | 169        | 135           | 34            | 2156                     | 5                    | 90         | 274        | 392        |
| 2013                                                                            | 412 000              | 709 700   | 58.1           | 131        | 100           | 31            | 3145                     | 15                   | 109        | 146        | 403        |
| 2016                                                                            | 416 844              | 725 618   | 57.4           | 131        | 109           | 22            | 3182                     | 22                   | 81         | 103        | 403        |
| 2019                                                                            | 420 700              | 737 020   | 57.1           | 115        | 92            | 23            | 3658                     | 20                   | 84         | 111        | 403        |
| 2021                                                                            | 420 400              | 724 618   | 58.0           | 102        | 86            | 16            | 4121                     | 23                   | 65         | 98         | 403        |
| Fuente: Catholic-Hierarchy, que a su vez toma los datos del Anuario Pontificio. |                      |           |                |            |               |               |                          |                      |            |            |            |

## Episcopologio
Un catálogo de obispos está contenido en un leccionario de la Iglesia de Nimes del siglo XIII. El catálogo, incompleto y desordenado (Duchesne), comienza con la siguiente frase: «Haec sunt nomina Nemausensium episcoporum qui ad presens in nostra sunt memoria».
- San Felice †[nota 2]
- Sedato † (mencionado en 506)
- Giovanni † (al tiempo del rey Teodorico)
- Pelagio † (mencionado en 589)
- Remessario † (mencionado en 633)
- Aregio † (?-673 depuesto)
- Ranimiro † (673-?)
- Croco † (mencionado en 680 circa)
- Palladio? †
- Gregorio? †[nota 3]
- Sesnando † (mencionado en 788 o 791)
- Vinteringo † (mencionado en junio de 788 o 791)[nota 4]
- Cristiano † (antes de 808-después de 835)[nota 5]
- Isnardo † (en la época del papa Nicolás I)
- Anglardo I? †[nota 6]
- Gilberto † (antes de 875-después de 892)
- Anglardo II † (antes de 897-después de 907)
- Uberto o Vicberto † (antes de abril de 909-928)
- Rainardo † (929-después de 941)
- Bernardo I † (mencionado en febrero de 943)
- Begone † (antes de mayo de 945-después de diciembre de 946)
- Bernardo d'Anduze † (antes de marzo de 949-después de 986)
- Frotaire I † (987-1015)
- Geraldus d'Anduze † (fines de 1015-después de 1025)
- Frotaire II † (circa [[1027-1077 falleció)[nota 7]
- Pierre Ermangaud † (antes de 1080-después de 1090)
- Bertrand de Montredon † (antes de 1095-enero de 1097 nombrado arzobispo de Narbona)
- Raymond Guillaume † (1097-1112 falleció)
- Jean † (1113-1134 falleció)
- Guillaume I † (1134-1141 falleció)
- Aldebert de Posquières † (1141-después de 1180)
- Guillaume II † (antes de 1183-1207 falleció)
- R. † (mencionado en 1210)
- Arnaud † (1212-1242 falleció)
- Raymond Amaury † (1242-1272 falleció)
- Pierre Gaucelme † (1272-10 de mayo de 1280 falleció)
- Bertrand de Languissel † (17 de agosto de 1280-8 de enero de 1324 falleció)
- Armand de Vernon † (25 de enero de 1324-1324 falleció)
- Bernard du Pouget, O.F.M. † (20 de junio de 1324-1324 falleció)
- Bernard III, O.F.M. † (23 de agosto de 1324-1330 falleció)
- Guirald de Languissel † (10 de abril de 1331-1337 falleció)
- Guglielmo Curti, O.Cist. † (3 de abril de 1337-3 de diciembre de 1337 nombrado obispo de Albi)
- Aimeric Girard † (3 de diciembre de 1337-1342 falleció)
- Bertrand de Deaux † (31 de mayo de 1342-de julio de 1348 falleció)
- Jean de Blandiac † (17 de septiembre de 1348-17 de septiembre de 1361 renunció)
- Jacques de Deaux † (6 de abril de 1362-1362 falleció)
- Gaucelme de Deaux † (26 de agosto de 1362-5 de marzo[5] de 1367 nombrado obispo de Maguelone)
- Jean de Gase † (antes del 20 de marzo de 1367-27 de agosto de 1369 falleció)
- Jean d'Uzès † (29 de noviembre de 1372-1380 falleció)
  - Seguin d'Authon † (20 de junio de 1380-1383 renunció) (administrador apostólico)
- Bernard de Bonneval † (8 de octubre de 1383-14 de diciembre de 1390 nombrado obispo de Limoges)
- Gilles de Lascours † (16 de junio de 1391-1420 falleció)
- Nicolas Habert † (4 de septiembre de 1420-1429 falleció)
- Léonard Delphini † (9 de diciembre de 1429-5 de agosto de 1438 falleció)
  - Guglielmo de Champeaux † (1438-1441 renunció) (administrador apostólico)
  - Guillaume d'Estouteville, O.S.B.Clun. † (17 de mayo de 1441-7 de enero de 1450 renunció) (administrador apostólico)
- Geoffroy de Saint Géran † (7 de enero de 1450-27 de noviembre de 1453 nombrado obispo de Châlons)
  - Jean du Chastel † (21 de noviembre de 1453-1454 renunció) (administrador apostólico)
  - Alain de Coëtivy † (1 de abril de 1454-19 de noviembre de 1460 renunció) (administrador apostólico)
- Robert de Villequier † (19 de noviembre de 1460-1481 renunció)
- Étienne Blosset de Carrouges † (10 de septiembre de 1481-12 de julio de 1482 nombrado obispo de Lisieux)
- Jacques de Caulers † (12 de julio de 1482-1496 falleció)
  - Guillaume Briçonnet † (26 de octubre de 1496-14 de diciembre de 1514 falleció) (administrador apostólico)
- Michel Briçonnet † (7 de enero de 1515-1554 renunció)
  - Claude Briçonnet † (3 de agosto de 1554-13 de junio de 1561 nombrado obispo de Lodève) (obispo electo)
- Bernard d'Elbène † (13 de junio de 1561-28 de marzo de 1569 falleció)
- Raymond Cavalésy, O.P. † (9 de octubre de 1573-22 de agosto de 1594 falleció)
- Pierre de Valernod † (7 de enero de 1598-12 de septiembre de 1625 falleció)
- Claude de Saint-Bonnet de Thoiras † (12 de septiembre de 1625 por sucesión-1634 renunció)
- Anthime Denis Cohon † (24 de julio de 1634-19 de noviembre de 1646 nombrado obispo de Dol)
- Hector d'Ouvrier † (19 de noviembre de 1646-20 de junio de 1655 falleció)
- Anthime Denis Cohon † (27 de agosto de 1657-7 de noviembre de 1670 falleció) (por segunda vez)
- Jean-Jacques Séguier de La Verrière † (24 de agosto de 1671-8 de noviembre de 1689 falleció)
- Esprit-Valentin Fléchier † (21 de enero de 1692-16 de febrero de 1710 falleció)
- Jules-César Rousseau de La Parisière † (1 de diciembre de 1710-15 de noviembre de 1736 falleció)
- Charles-Prudent de Becdelièvre † (16 de diciembre de 1737-antes del 23 de febrero de 1784 falleció)
- Pierre-Marie-Madeleine Cortois de Balore † (25 de junio de 1784-antes del 7 de noviembre de 1801 renunció)
  - Sede suprimida (1801-1821)
- Claude Petit-Benoît de Chaffoy † (24 de septiembre de 1821-29 de septiembre de 1837 falleció)
- Jean-François-Marie Cart † (12 de febrero de 1838-13 de agosto de 1855 falleció)
- Claude-Henri-Augustin Plantier † (28 de septiembre de 1855-25 de mayo de 1875 falleció)
- François-Nicolas-Xavier-Louis Besson † (23 de septiembre de 1875-18 de noviembre de 1888 falleció)
- Jean-Louis-Antoine-Alfred Gilly † (27 de mayo de 1889-6 de enero de 1896 falleció)
- Félix-Auguste Béguinot † (22 de junio de 1896-3 de febrero de 1921 falleció)
- Marcelin-Charles Marty † (3 de febrero de 1921 por sucesión-5 de agosto de 1924 falleció)
- Jean-Justin-Michel Girbeau † (8 de noviembre de 1924-20 de junio de 1963 falleció)
- Pierre-Marie-Henri-Baptiste Rougé † (20 de junio de 1963 por sucesión-15 de junio de 1977 falleció)
- Jean-Lucien-Marie-Joseph Cadilhac † (16 de marzo de 1978-27 de octubre de 1999 falleció)
- Robert Wattebled (30 de enero de 2001-10 de agosto de 2021 retirado)
- Nicolas Brouwet, desde el 10 de agosto de 2021